# Orion (entreprise)
Pour les articles homonymes, voir Orion.
Orion Corporation est une entreprise pharmaceutique finlandaise. Fondée en 1917, elle a son siège à Espoo et est également cotée en bourse.

## Activités
Dans le secteur pharmaceutique, Orion recherche, développe, fabrique et commercialise des médicaments à destination humaine et à usage vétérinaire ainsi que des substances actives.
L'activité Pharmaceutique représente environ 95% du chiffre d’affaires d’Orion.
Une part importante du chiffre d’affaires provient d’inventions pharmaceutiques issues des activités de recherche de la société.

## Histoire
Orion est fondée, le 21 septembre 1917, par les pharmaciens Onni Turpeinen, Eemil Tuurala et Wikki Valkama.
Avant de créer Orion, ils ont travaillé pour une usine pharmaceutique et chimique appelée Medica (fi).
En juillet 2006, Orion Oyj a été divisée en deux sociétés côtées distinctes, la nouvelle société Orion Oyj et Oriola-KD Oyj.
Orion Pharma et Orion Diagnostica sont transférés à la nouvelle Orion Oyj.